# Agonisme
Pour les articles homonymes, voir Agoniste.
L'agonisme (vient du latin chrétien agonisticus « qui lutte ») est relatif à l'affrontement, en particulier en ce qui concerne des textes littéraires. On parle de personnages « agonistes », ou, le plus souvent, de texte « agonistique ».
Le registre polémique est le plus proche. À l'inverse, on parle de texte irénique (irénisme).
À l'origine, le mot est relatif à l'art des athlètes.